# Чехуровка
Чехуровка (на руски: Чехуровка) е село в Кантемировски район на Воронежка област на Русия, намиращо се на 6 km от Тали и в на 18 km североизточно от Кантемировка.
Влиза в състава на селището от селски тип Таловское.

## География

### Улици
- ул. Солнечная.

## История
Селото възниква като хутор в началото на 19 век. През 1859 г. има 27 къщи, принадлежащи на помешчика Чехурски.
По данни от 1995 г., в селото има 70 къщи и 164 жители, начално училище и магазин. 

## Население
| 2010 |
| ---- |
| 102  |